# Couteau papillon
Ne pas confondre avec la paire de épée papillons chinois.

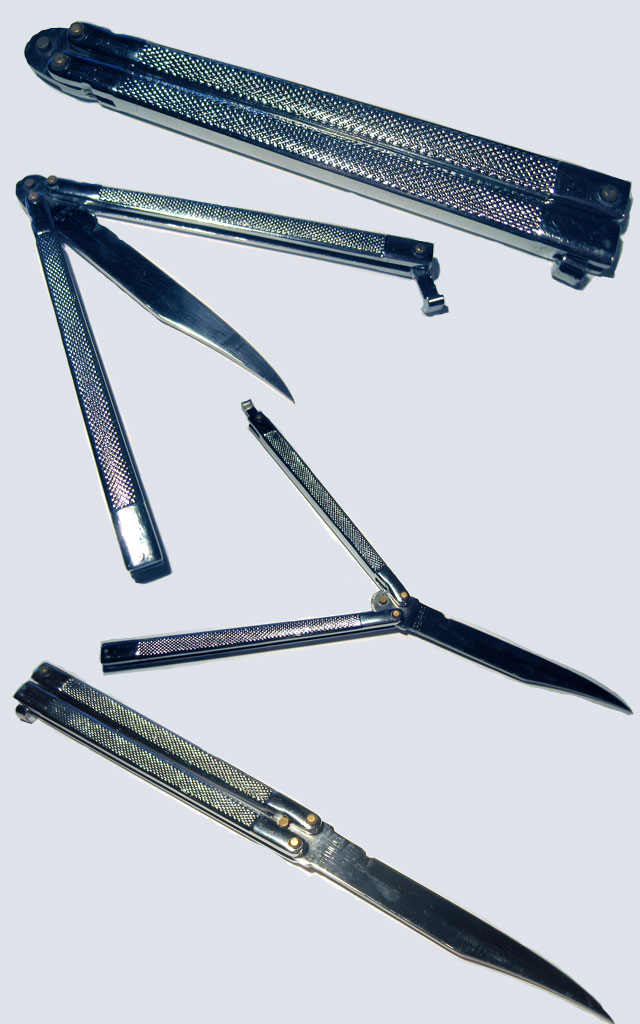
Couteau papillon dans différents états d'ouverture.

Le balisong en langue tagalog ou cuchillo de balé ancien nom en dialecte hispano-tagal, (terme philippin signifiant « couteau pliant ») (terme balï ou balé) signifiant plier en tagalog, fan ou butterfly knife en anglais est l'un des noms du couteau papillon inventé par un soldat-armurier des Philippines pendant la colonisation espagnole. Il est aussi appelé veintinueve (soit « 29 » en espagnol).
Sous une forme rectangulaire une fois fermé, ou d’objet déstructuré relié aux jointures durant l’ouverture, il ne prend une forme de couteau qu’une fois ouvert. Il n’est pas rare d’en voir avec la capacité de se bloquer une fois ouvert avec un loquet. Sa forme particulière dans sa phase d’ouverture peut le rapprocher pour certains des fidget toy.

## Mécanisme et construction
Les couteaux papillon modernes sont conçus de différentes manières, chacune ayant des avantages et inconvénients:   
- Les poignées dites en ''sandwich'' sont les plus communes, composées de plusieurs plaques de métal retenues par des vis. Le principal avantage étant la modularité aisée, une meilleur tenue en main, un poids réduit, le tout en ayant une esthétique plus raffinée. Les défauts quant à eux sont la durabilité, la difficulté de fabrication, le prix et la difficulté d'entretien[1].
- Les poignées dites en ''channel'', souvent utilisées pour les balisong haut de gamme, sont fabriquées d’un seul et même bloc. L'avantage étant leur grande facilité d'entretien, la durabilité et la simplicité de fabrications. À l'inverse, les défauts quant à eux sont le poids, la tenue en main et l'esthétique plus brute.

Système de roulement:
- Les roulements dits ''à bague'' sont les moins communs, plus chers, permettant le meilleur contrôle, une meilleure fluidité, durabilité et tenue sur le long terme. Ils ont aussi l'avantage d’avoir un jeu minime dans le mécanisme, ne nécessitant aucun entretien ni ajustement ni loctite pour faire tenir la bague[2].
- Les roulements dit ''à rondelle de phosphore'' sont les moins chers, les plus communs, permettant un bon contrôle, une excellente durabilité pour le prix, non sans quelques compromis. Lors du démontage, il faudra réajuster le balisong en plus d'ajouter de la loctite pour empêcher les vis du balisong de s'envoler après quelques tours. La loctite a un potentiel à être peu durable et il peut arriver que les vis partent malgré son application[3].

- Les roulements dits ''à bille'' ont une place entre les deux autres systèmes assez chers, mais abordables. Ils proposent une très mauvaise durabilité, mais une sensation aérienne dans le maniement sans pareil. Ils ne nécessitent aucun ajustement sur le long terme, mais si de la poussière ou de la crasse s'infiltre dans le roulement, il faudra le changer.

Fermoir:
- Les fermoirs à ressort sont des fermoirs se maintenant droits, dans la longueur du manche pour faciliter l’utilisation une fois ouverte.

## Histoire
(août 2020).
Si vous disposez d'ouvrages ou d'articles de référence ou si vous connaissez des sites web de qualité traitant du thème abordé ici, merci de compléter l'article en donnant les références utiles à sa vérifiabilité et en les liant à la section « Notes et références ».
Bien avant l'arrivée des Espagnols aux Philippines, les grands centres de population prospéraient déjà dans la province de Batangas. Des établissements autochtones bordaient la rivière Pansipit, une voie d'eau importante. La province a été négociée avec les Chinois depuis la dynastie Yuan jusqu'à la première phase de la dynastie des Ming aux XIIIe et XVe siècles. Les habitants de la province ont également été négociés avec le Japon et l'Inde.
Des découvertes archéologiques montrent que, même avant l'établissement des Espagnols dans le pays, les Tagalogs, en particulier les Batangueños, avaient un très haut niveau de civilisation. Les meilleurs exemples sont les bijoux, fabriqués à partir d'un nautile (coquille chambrée, dans laquelle quelques petits trous ont été forés par une tube).
Plus tard, les Batangueños (habitants de Batangas) préhistoriques ont été influencés par l'Inde comme indiqué dans certaines poteries anciennes. En fait, une image bouddhiste a été reproduite dans le moule sur un médaillon d'argile en bas-relief de la municipalité de Calatagan. Selon les experts, l'image dans le pot ressemble fortement à la représentation iconographique de Bouddha au Siam, l'Inde et le Népal. Le pot montre Bouddha Amitabha dans le tribhanga pose à l'intérieur d'un nimbe ovale. Certains chercheurs ont également noté qu'il existe une orientation Mahayanic forte dans l'image, depuis le Bodhisattva Avalokitesvara a également représenté.
La tyrannie espagnole sur les îles fut un scandale chez les habitants. Les soldats violèrent les femmes et les filles. Ils avaient interdit aux habitants philippins de porter des vêtements comme les Européens, par crainte qu'ils ne cachent des armes en dessous de leurs habits. Ce fut la naissance de baro(ng) Tagalog. Les fermiers furent interdits de visite dans le centre-ville et les endroits gouvernementaux avec leurs bolo ou machettes. Sortir le jour sans machette est une humiliation ; c'est comme demander à un samouraï japonais de ne pas sortir avec le katana (porter un bolo-machette est une tradition philippine qui remonte à plusieurs siècles avant l'arrivée des conquistadors). Beaucoup ont été contrariés, contre la politique des dirigeants espagnols et des gouverneurs des villes. Les habitants intimidés par les soldats espagnols, les femmes victimes ou menacées d'être violées et les enfants deviennent esclaves dans les haciendas, furent les causes de la révolte de toute la province.
La province de Batangas tint sa promesse de révolte. En 1572, dans un des quartiers de Taal, est née la redoutable arme "Balisong" en tagal "Bali(ng) Sung(ay)", nommée d'après le quartier où ils fabriquent des lames de corne de buffle d'eau (Bubalus bubalis), Kulaban (ou lame de corne de buffle utilisée pour cueillir la chair de coco). L'armurier batangueños eut l'idée de fabriquer des balisongs en suivant l'exemple de l'éventail castillan, les soldats espagnols ne pensaient pas qu'une arme pût être cachée ainsi. Le milieu de l'éventail cache une lame en corne de buffle. Plus tard, celle-ci sera remplacée par une lame en métal.
L'idée de fabriquer le couteau Balisong vient de là. La lame en métal, les poignées pliantes en corne de buffle pour cacher la lame. Quand les conquistadors espagnols ont décrété la loi interdisant à tous les habitants des îles de se promener avec leurs bôlò ou dague, craignant que leurs soldats ne se fassent décapiter ou poignarder, pendant la promenade de nuit par les insurgés philippins, les habitants ont trouvé cette alternative, fabriquant des couteaux pliants faciles à cacher.

## Marques moderne
Aujourd'hui, deux grandes catégories de marque de Balisong existent, les marques de couteaux faits pour l’usage commun d’une lame et les marques de Balisong spécialisé dans le couteaux papillon de tricks.
Parmi les marques les plus connues et respectées, on retrouve Squid Industries, Bladerunners Systems, Nabalis, Machinewise ou encore Benchmade.

## Couteaux réputés
À travers les années, plusieurs couteaux sont sortis du lot dans le monde du couteau papillon. Certains pour leur résistance accrue, d’autres pour leurs retournements sans pareil ou encore une qualité de fabrication supérieure ainsi qu’une innovation dans le monde du couteau papillon.

### Le krake Raken
- Réputé comme étant le meilleur entraîneur papillon.

### Le tsunami
- Premier couteau papillon très haut de gamme de squid industries.

### Le squiddy
- Premier couteau papillon fait en plastique de qualité.

### Le brs alphabeast
- L’un des batteurs (couteaux papillon avec une grande endurance) avec la meilleurs sensation de retournement.

### Le machinewise Serif
- Premier balisong très haut de gamme de machinewise.

## Grail
Le grail (ou graal en français) est un terme récent du monde du couteau papillon, venue des États-Unis, un grail est un couteau papillon de très haute qualité, rare et souvent très cher.
Parmi les caractéristiques nécessaires pour un grail, on retrouve : 
- Marque émettrice réputée;

- Matériaux noble (acier de haute qualité, titane);

- Qualité intrinsèque qui en fait un bon flippeur.

## Manipulation
Aux Philippines, quelques stars de cinéma sont connues comme expertes en maniement de Balisong : Fernando Poe, Eddie Fernandez, Tony Ferrer, le Senateur Lito Lapid, son oncle Jesse Lapid, Jeff Imada, Talila Craig (doubleuse de Hit Girl dans le film Kickass), le Senator Ramon Revilla Jr., etc.
Le Kali (art martial Philippin), a incorporé dans son style le maniement de Balisong, Dan Inosanto a présenté l'Arnis-Escrima avec un Balisong.
Outre l'histoire mouvementée du balisong en lui-même, sa manipulation offre aux utilisateurs (nommés flippers) une possibilité de création sans limite. En effet, il existe des milliers d'ouvertures différentes. Certains en ont fait une passion, commençant en Amérique du Nord avec des flippers de renom comme Clay Groskranz. Cette pratique impressionnante du balisong ne tardera pas à faire gonfler les rangs des flippers chez les américains. Accessoirement, le balisong est souvent dépeint comme un couteau utilisé par le milieu mafieux ou de l'assassinat, à cause de la facilité d'utilisation qu'il offre et son effet intimidant lorsqu'il est manipulé.
Cette approche du couteau papillon est issue de l’appropriation de l’art philippin avec une approche très occidentale et stylistique éloignée des arts martiaux philippins.

## Discipline

### Flipping
La pratique du flipping, figures modernes réalisées avec un balisong, communément appelée tricks (« figures » en anglais) était autrefois inspirée de l’art philippin avant que le domaine se diversifie grandement.
Les figures du flipping sont rangées en 3 grandes catégories : débutant, intermédiaire et avancé. Un système de classement sur 20 existe aussi, mais est bien moins utilisé.
Il existe trois grips (« prises » en anglais) initiaux par lesquels le balisong doit passer pour commencer une figure: 

#### Le standard grip ((«prise standard» en anglais)[5]
- Le balisong est maintenu fermé, tenu par plusieurs doigts, souvent l’index et le pouce. Les manches sont fermés, s’ouvrant par le bas).

#### L’ice pick grip («prise pic à glace» en anglais)[5]
- Le Couteau papillon est maintenu fermé, tenu par plusieurs doigts, souvent l’index et le pouce. Les manche sont fermés, s’ouvrant par le haut.

#### Le pencil grip («prise stylo» en anglais)[6]
- Le couteau papillon est tenu presque comme un stylo, fermé, maintenu par le manche le plus bas entre l’index et le pouce.

Il existe 6 grandes catégories différentes dans lesquelles peuvent être rangé l’immense majorité si ce n’est toutes les figures de couteau papillon. Une grandes partie des figures appartenant à plusieurs catégories en même temps:

#### Les aerial
- Les aerial incluent toutes les figures où le couteau papillon quittera le contact de la mains et des doigts dans le but d'être volontairement envoyé en l’air.
- Dans cette catégorie on retrouve l’aerial thumb chaplin, le backhand aerial, le tablet op ou encore le simple aerial.

#### Les chaplin
- Les chaplin incluent toutes figures dont la composition est la répétition d’un roulement du couteau papillon autour du doigt parmi les dix disponibles, peu importe la direction du roulement. Il existe huit (8) variations de chaplin par doigts (chaplin, reverse chaplin, zero gravity chaplin, reverse zero gravity chaplin, inverse chaplin, inverse reverse chaplin, inverse zero gravity chaplin, inverse reverse zero gravity chaplin) portant ainsi le total à 80 types de chaplin différents. Ce nombre monte à 160 chaplin différents en ajoutant toutes les variations d’aerial chaplin, pour finir à 180 chaplin différents en comptant dans le total toutes les variations de walking chaplin.
- Dans cette catégorie on retrouve le pinkie zero gravity chaplin, le walking chaplin, le reverse thumb chaplin ou encore le simple chaplin.

#### Les ouvertures et fermetures
- Les ouvertures et fermetures incluent tous les mouvements ayant pour but final de faire passer d’une position fermée à ouverte, ou d’une position ouverte à fermée.
- Dans cette catégorie on retrouve le double rollout, le fan, l’aerial ou encore le figure eight.

#### Les fan
- Les fan incluent tous les mouvements faisant tourner un manche de couteau papillon sur son pivot pendant que l’autre reste en main tout en étant tournée.
- Dans cette catégorie on retrouve le palm fan, l’aerial palm fan, le chocker fan ou encore le simple fan.

#### Les rollover
- Les rollover incluent tous les mouvements dont le but est de faire tourner un, deux ou trois fois le balisong autour d’un ou plusieurs doigts dans un mouvement continu. À ne pas mélanger avec les combo cour qui sont l’enchaînement de plusieurs rollover.
- Dans cette catégorie on retrouve le thumb rollover, l’index rollover, le double index rollover ou encore l’orbit.

#### Les combo cours
- Les combo cours incluent tous les mouvements nécessitant plusieurs mini-figures pour en composer une suffisamment courte pour ne pas être un combo, mais suffisamment longue pour être une vraie figure particulière, et pas juste une ouverture, un rollover ou un aerial.
- Dans cette catégorie, on retrouve le kiss goodbye, le behind the eight ball, le reverse behind the eight ball ou encore l’helix.

## Controverse
La dangerosité des couteaux papillon a souvent été débattue dans le monde occidental. Simple couteau pour certains, arme de combat pour d’autres.